# Asbestcement

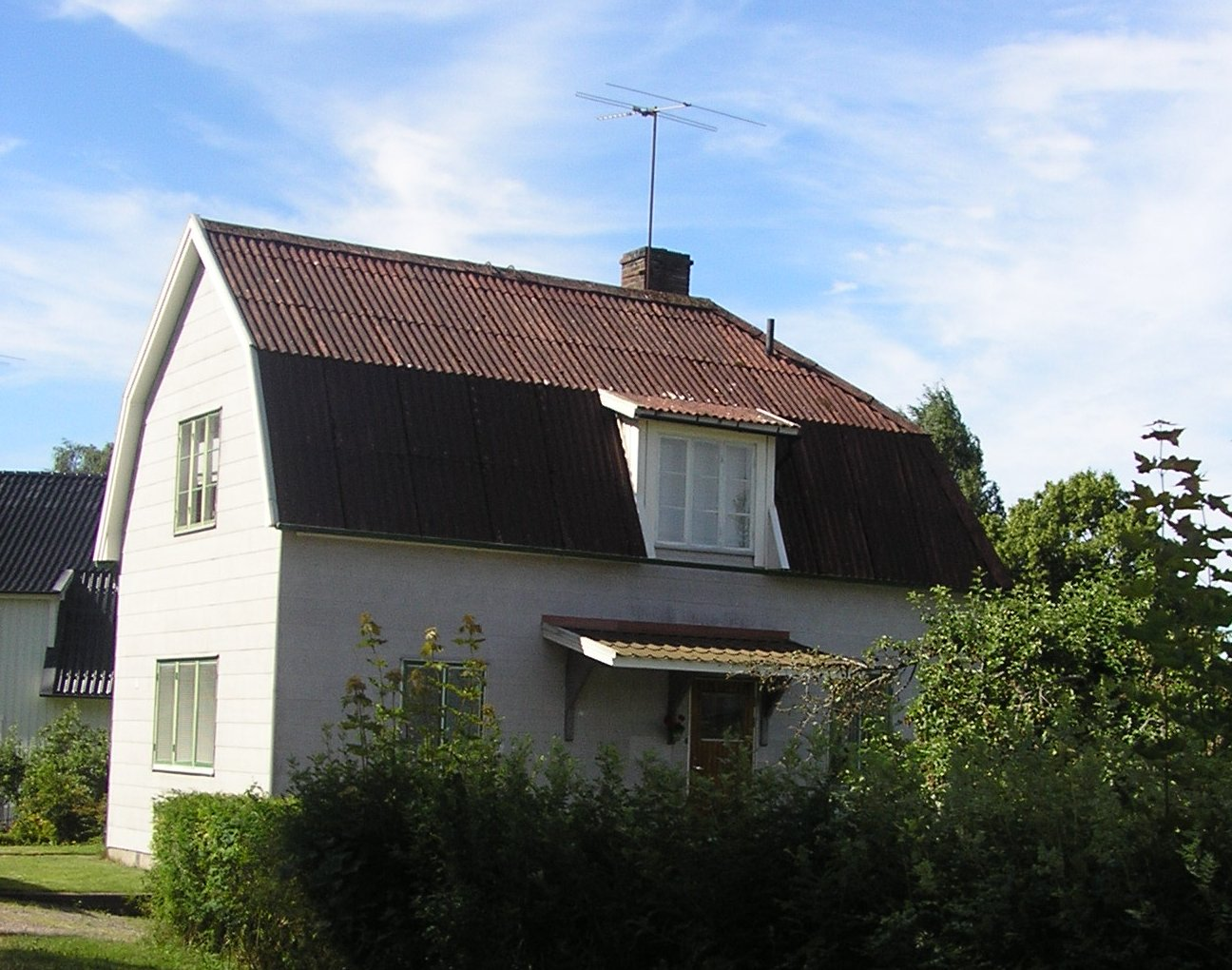
Hus med tak och fasad klädda med asbestcementplattor av olika slag.

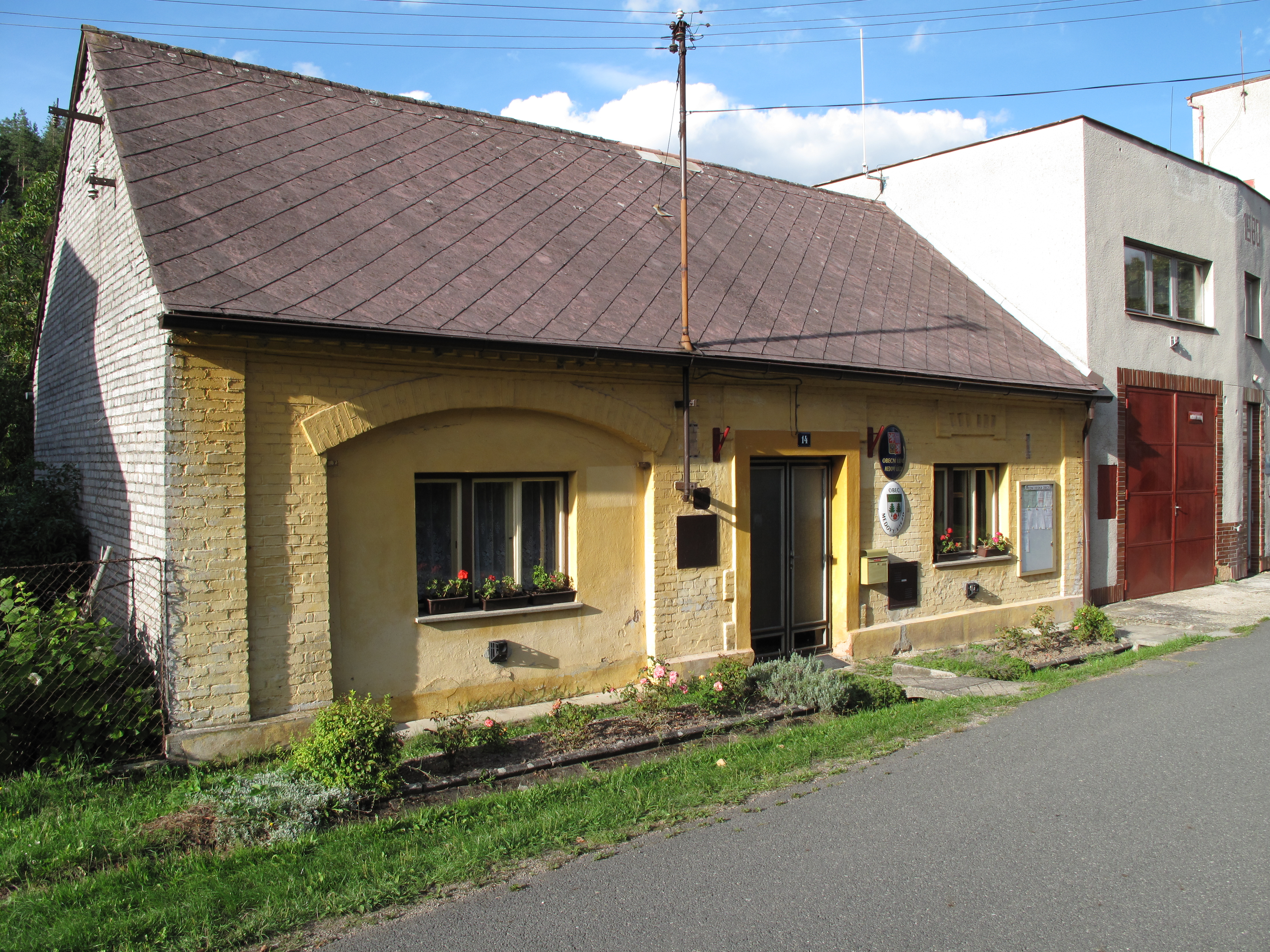
Hus med takplattor av eternit, utformade för att likna skifferplattor, Tjeckien.

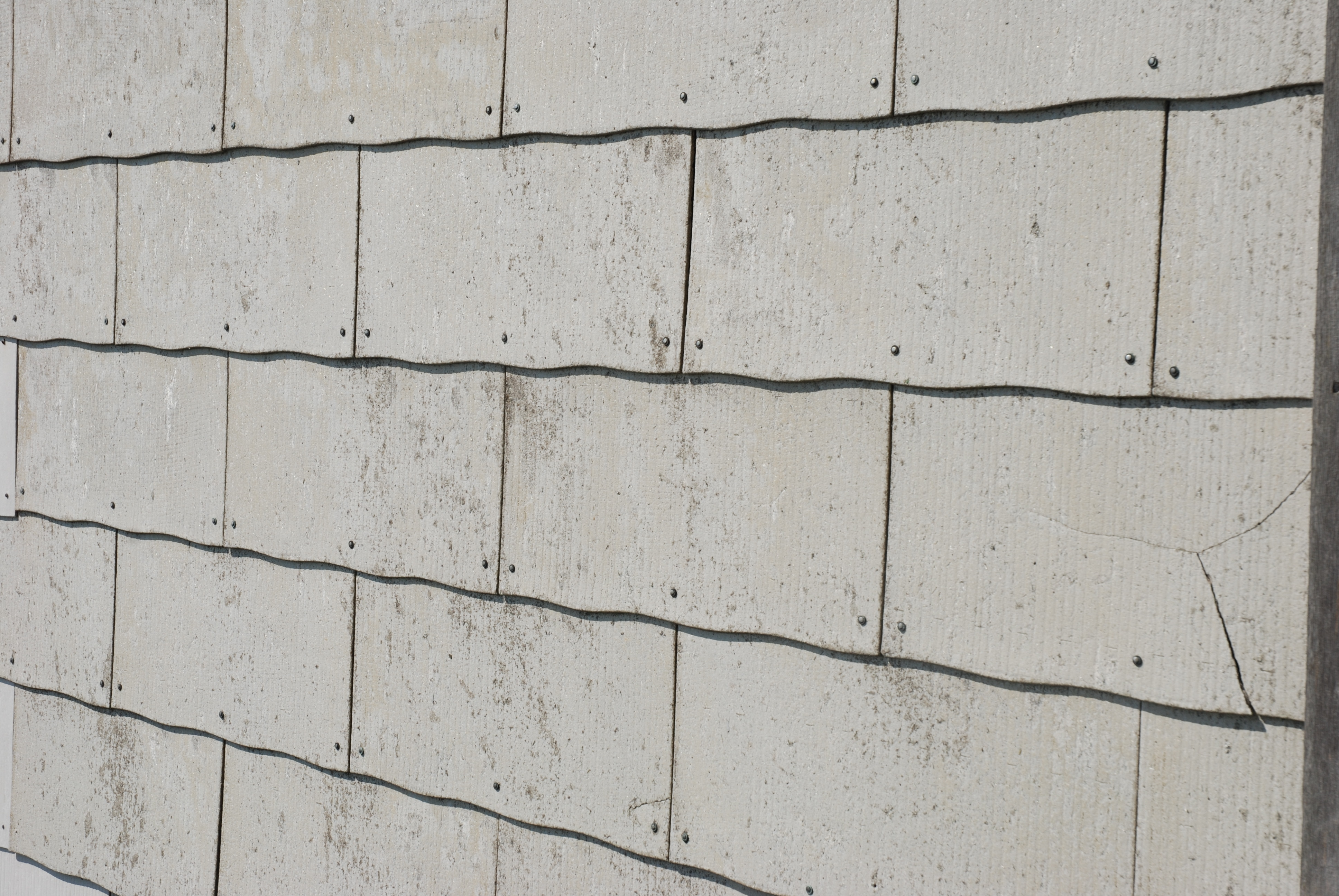
Omålade eternitplattor på husvägg.

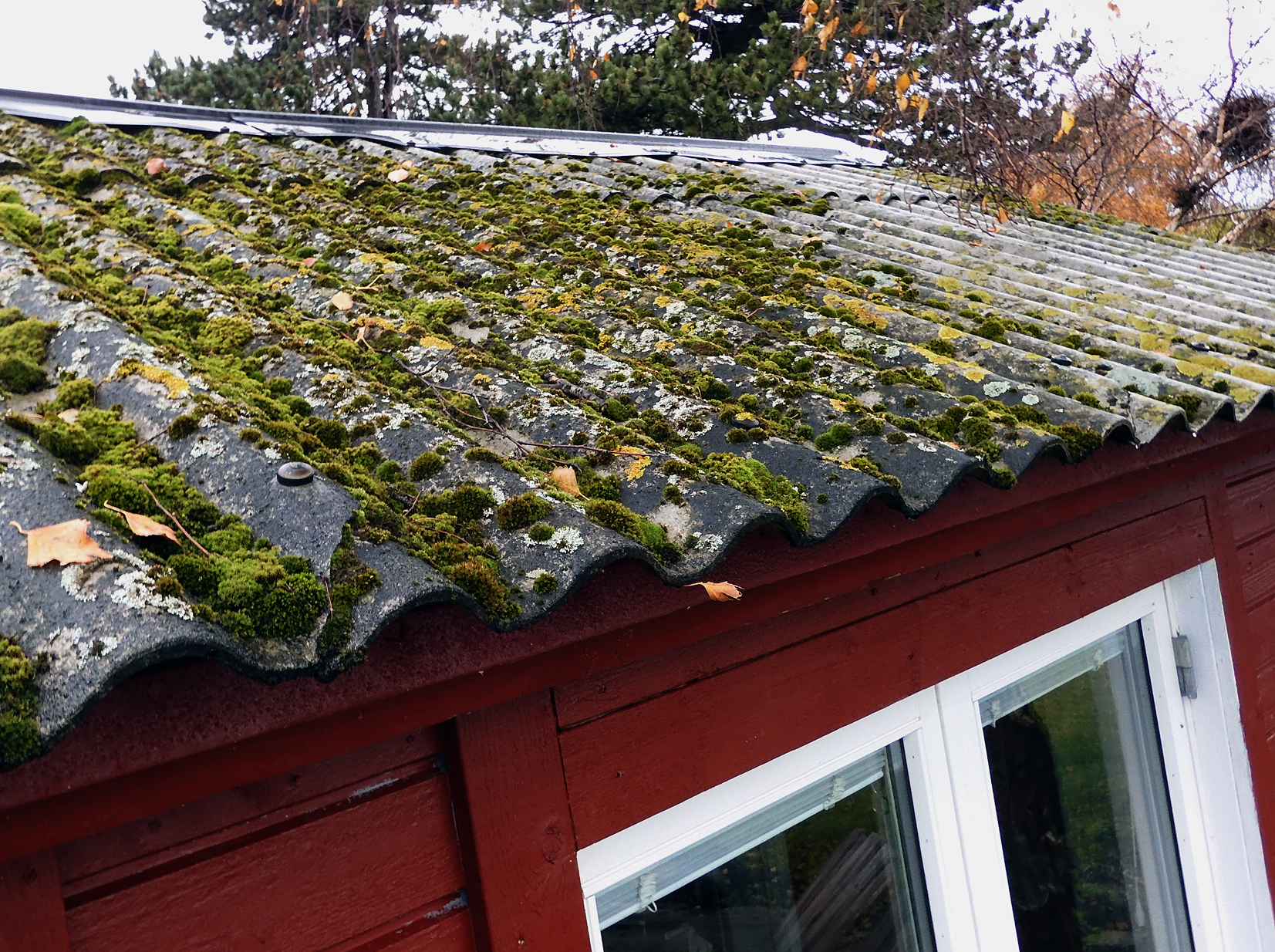
Mossa på ett eternittak med sinusprofil.

Asbestcement består av asbest som krossats och sedan blandats ihop med cement. Det är ofta benämnt vid det mest kända produktnamnet Eternit.
Asbestcement har fördelen att det är tåligt oavsett temperatur och väderlek och har bland annat använts som tak- och väggbeklädnad till hus samt ventilationsrör. Materialet är också brandtåligt eftersom det innehåller asbest. Asbestcement är samtidigt hälsovådligt om man arbetar med materialet då asbestfibrer kan tränga in i andningsorganen och orsaka asbestos. Det har också förmodats vara cancerframkallande. Det anses däremot inte farligt om man inte bearbetar eller skadar materialet. Tillverkning och försäljning av asbestcement är numera förbjudet i bland annat Sverige.

## Historia
Eternitplattan föddes i slutet av 1800-talet i Österrike. Ludvig Hatschek tillverkade en konstgjord stenplatta som kunde ersätta skiffer för taktäckning. Han gjorde en vattenblandning på 90 procent cement och 10 procent asbest. Massan hälldes i en pappers- och pappmaskin och ut kom tunna plattor. Produktens namn och firmanamnet blev Eternit efter latinets "aeternitas" som betyder evighet.

### Asbestcementplattor
Ett vanligt användningsområde har varit asbestcement som fasadtäckande plattor under bland annat 1940- och 1950-talet. Dessa plattor, som finns kvar på många byggnader ännu på 2020-talet, fick flera smeknamn som till exempel torparkex och fattiglappar. Sidiplattan, en liten eternitplatta i formatet 400 x 200 mm började tillverkas 1950 för gör-det-självaren. Den såldes i en förpackning om tio plattor som passade på pakethållaren på en cykel.
De nedlåtande uttrycken "norskt tegel", "torparkex" och "fattiglappar" syftar på asbestcementskivor, särskilt då de används som fasadbeklädnad.

#### Reparation
Det är viktigt att reparera skadade plattor så fort det är möjligt, en skadad platta leder snabbt till stora kostsamma följder, speciellt om det är skador i tak. Det finns ett fåtal ersättningsprodukter som innehåller cellulosafibrer istället för asbest, men går det inte att finna lämplig ersättningsprodukt återstår endast reparation. Den eternit som tillverkades i Lomma består till 12 % av asbest, och till 88 % av betong. Det är därför möjligt att använda tvåkomponents limspackel, eller takreparationsmassa anpassat för skador på sten eller betong. Det är viktigt att rengöra området noggrant före reparationen, samt vara säker på att den är torr innan reparationsmassan appliceras.

### Takbeklädnad
Asbestcement användes flitigt som takbeklädnad fram till 1982, och återfinns främst i form av större korrugerade plattor med sinusprofil och mindre skifferplattor. En av fördelarna med denna typ av tak var att plattorna är tunna och har en låg vikt per kvadratmeter. Detta gör att de är relativt sköra, vilket försvårar sanering. Vissa pannor kan vara märkta med ett nummer bestående av 5-10 siffror, om siffran börjar med 0 eller 1 innehåller skivan asbest.

#### Olika typer av plana takplattor

##### Fasettplattor
Facettplattor var en uppföljare på de äldre plattor som kallades "Eternitskiffer", de har måtten LxB = 400 mm x 400 mm. Dessa plattor tillverkades från 1960-talet fram till 1977, färger: naturgrå, svart, röd, grön och brun.

##### Eternit Rektangelplatta
En genomfärgad rektangulär platta med måtten LxB = 600mm x 300 mm som för ökad hållbarhet ytbehandlats med silikatfärg. Plattorna tillverkades från 1960-talet fram till 1977, färger: naturgrå, svart, röd, grön och brun.

##### Siluett
En ovanlig takplatta utformad så att den nedre delen har sex flikar, måtten är LxB = 1194 mm x 395 mm, och plattan är alltid svart.

##### Eternit Struktur
En amerikansk platta, med originalnamnet Bel Air med måtten LxB = 400 mm x 250 mm som licenstillverkades i Lomma från det amerikanska bolaget Johns Manville. Plattan, som är både ytbehandlad och ånghärdad tillverkades från slutet av 1960-talet till 1977 .

#### Olika typer av korrugerade plattor
Asbestcement i stora korrugerade plattor med sinusprofil gjordes av flera olika tillverkare och dimensionerna kan variera kraftigt, de benämns P5 - P8 beroende på antalet valv på respektive skiva. P5 är av lägre kvalitet och bör nu ha uppnått sin begränsade livslängd. 
| Namn             | L [mm]              | B [mm]        | Färg                                  | Tillverkning      | Info                                                                                                 |
| ---------------- | ------------------- | ------------- | ------------------------------------- | ----------------- | --- |
| P8               | 1 220               | 1 020         | naturgrå, svart, röd och gul.         | 1925 - 1977       | Avsedd för så väl utomhusanvändning (både tak och fasader) som inomhusanvändning för akustikplattor. |
| P5               | 1 220               | 2 440         | naturgrå, svart, röd och gul.         | 1955 - 1960-talet | Stark platta med god bärförmåga, men läcker lätt in.                                                 |
| P6               | 2 500               | 1 030 / 1 250 | naturgrå, svart, röd och gul.         | 1960 - 1977       | Samma som P8                                                                                         |
| P6               | 625 / 1 250 / 2 500 | 1 040         | mörkgrå, ljusgrå, svart, röd och gul. | 1960 - 1977       | Formen är som tegelpannor                                                                            |
| Kvanto och Medio | 625                 | 1 030         | svart, brun, röd och grön.            | 1970 - 1977       | Ytbehandlade plattor som var tänkta för villaägare.                                                  |

#### Rengöring av takbeklädnad
Mossa och algbildning är skadligt för all takbeklädnad. Mossa på asbestcementtak kan leda till att taken fryser sönder, det kan även hända att mossan kryper in under plattorna, vilket leder till att vatten kommer in i undertaket, vilket leder till fuktskador.
Innan taket börjar behandlas, bör man ta reda på när plattorna producerades. Plattor som producerades efter 1950 har ofta någon slags ytbehandling, och det är önskvärt att den inte skadas eller försvinner av rengöringen.
Innan rengöring väts taken med t.ex. en vattenslang. Detta binder och minskar risken för dam med asbestfibrer. Därefter borstas mossan försiktigt av med t.ex. en kvast, toaborste eller liknande, så att mossan faller av. Det går även att använda mossborttagningsmedel, såpvatten eller lite diskmedel. Slutligen sköljs taket av med vattenslang. Den fuktiga mossan som fallit ner från taket innehåller asbestfibrer, den samlas upp i säckar innan den hinner torka. Säckarna försluts väl och märks upp med asbest och lämnas till kommunens avfallshantering.
Asbesttak som saknar ytbehandling, och bara är naturligt grå, kan behandlas med en vätska av lika delar terpentin och linolja. Detta kallas för halvolja. Behandling med halvolja gör plattorna mörkare, stärker och binder samman ytskiktet.

#### Avlägsnande av takbeklädnad
Plattorna som är sköra är ofta spikade eller skruvade, och de spikade plattorna kan vara svåra att avlägsna utan att de spricker. För spikade platta takplattor av skiffertyp, används ett speciellt verktyg för att komma in under och bryta upp plattorna. Spiken i spikade sinusplattor kan avlägsnas genom att lägga ett anhåll i form av en träregel tvärs över plattaorna där de överlappar varandra, och därefter dra ut spiken med en kofot. Alternativt kan spikhuvudet klippas av, plattan lyfts ut från hålen varefter den huvudlösa spiken dras ut.s

## Asbestcement i Sverige

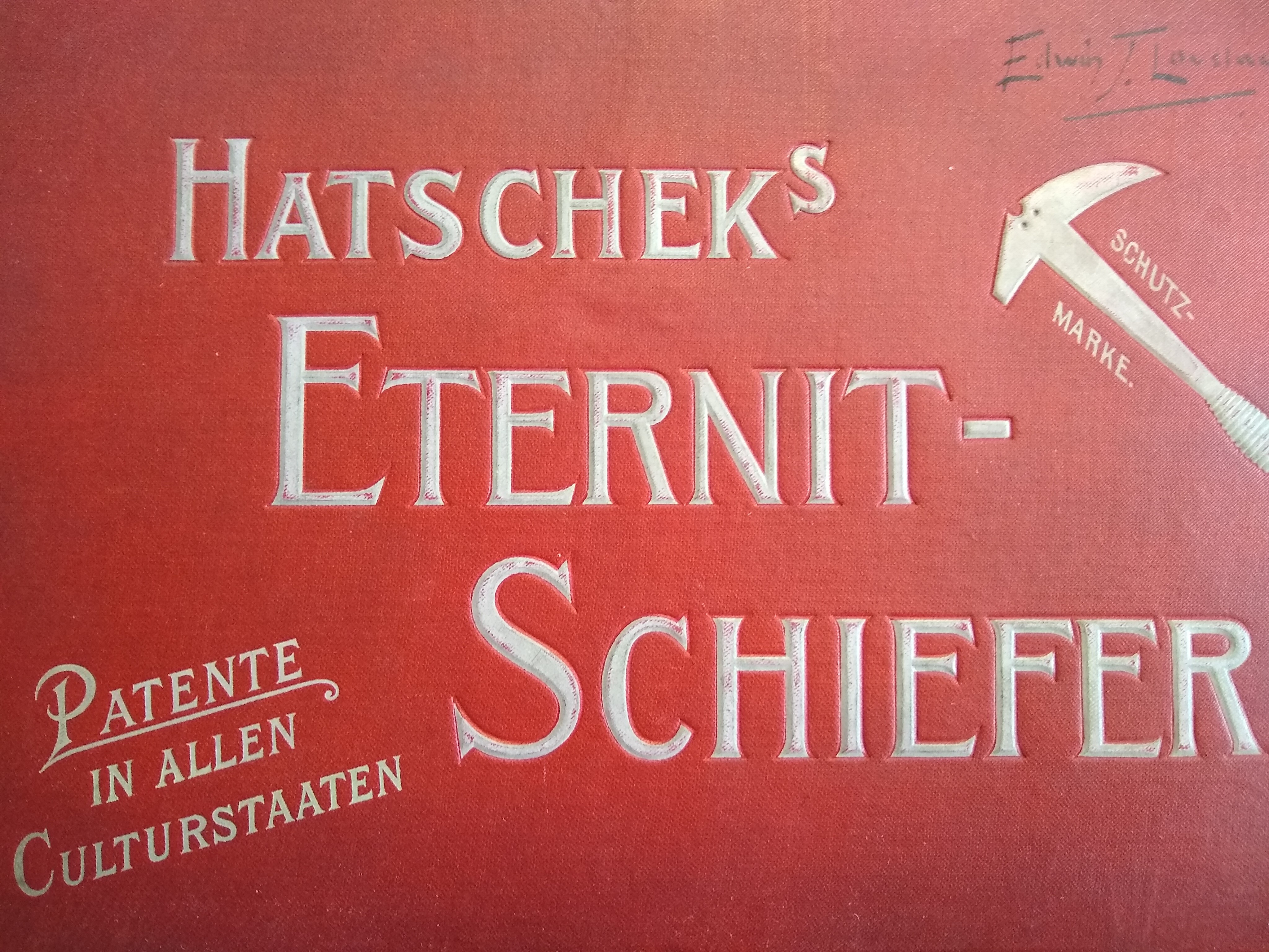

Skandinaviska Eternit AB i Lomma grundat år 1906 med ett aktiekapital av 300 000 kronor började tillverka Eternit i Sverige på licens år 1907. Fram till mitten av år 1912 hade fabriken sålt 400 000 kvadratmeter takplattor.. Men först 1930 i samband med Stockholmsutställningen och funktionalismen fick eterniten sitt stora genombrott. År 1907 började produktionen av den vanliga släta 4mm tjocka takplattan. År 1925 började produktionen av den korrugerade takplattan, benämnd P8. Denna var i produktion fram till år 1977. Efter andra världskriget ökade efterfrågan starkt. År 1944 började företaget Svenska Invarit AB i Köping att tillverka asbestcement, först korrugerade takplattor, därefter även färgade väggplattor.
Under 1970-talet blev det en stor skandal kring Eternitfabriken i Lomma, eftersom de anställda blev sjuka i cancer och även en del dödsfall inträffade. Skandalen blev ännu större när det framkom att fabrikens chefer hade känt till att asbest var farligt men hållit detta hemligt i flera år innan detta blev känt bland allmänheten. Företaget stämdes av facket, men efter att Euroc gick med på att betala humanitär ersättning till de drabbade med otillräckliga försäkringar drog facket tillbaka sin stämning och en uppgörelse träffades i ett avtal 1981. Sammanlagt utbetalades mellan fyra och fem miljoner, eller mellan tjugo och femtiotusen kronor till varje drabbad arbetare.
Eternitplattor innehållande asbest är sedan 1982 förbjudna i Sverige.
Eternitfasader finns bland annat i Torslanda flygtorn i Göteborg, som är K-märkt, vilket innebär "att byggnaden inte får rivas och att fasadens karaktär inte får ändras" därför att "tornet är ett karaktärsfullt landmärke". En annan byggnadsminnesmärkt byggnad, med olikfärgade eternitplattor i rutmönster, är Villa Italienborg i Mölle.
I Sverige beräknades 1989 totalt över 400 000 ton asbest vara inbyggd i byggnader.[källa behövs]

## Eternit som varumärke
I Sverige och Norge är eternit synonymt med asbestcementplattor, men i flera länder i övriga Europa kallas även de nyare asbestfria fibercementskivorna eternit, eftersom det är ett nederländskt varumärke tillhörigt Etex Group (till 1995 Eternit Group) sedan 1905.

## Produktnamn
- Eternit
- Invarit (tillverkades i Köping)
- Sidiplatta[2]
- Malmex[2]
- Granula[2]
- Silur[2]
- Mediumplatta[2]
- Cembonit[2] (tillverkades av Cembrit fd Dansk Eternit A/S - under senare år innehöll de ej asbest)